# William Wales
Pour les articles homonymes, voir Wales.
William Wales (v. 1734-1798) est un astronome britannique.

## Biographie

### Transit de Vénus
Wales fut envoyé à Churchill (Manitoba), sur le bord de la baie d'Hudson, pour observer le transit de Vénus de 1769. Il avait un assistant, nommé Joseph Dymond.

### Avec James Cook
Il accompagna James Cook lors de son deuxième voyage (1772-1775) dans les Mers du Sud.

### En Angleterre
Revenu en Grande-Bretagne, il devint maître de mathématiques à l'internat de Christ's Hospital, où il enseigna aux recrues les principes de la navigation, et secrétaire du Board of Longitude.

## Ouvrages (sélection)
- (avec Joseph Dymond) Astronomical observations by order of the Royal Society at Prince of Wales's Fort on the north-west coast of Hudson Bay, 1768
- Journal of a voyage, made by order of the Royal Society, to Churchill River, on the north-west coast of Hudson's Bay : of thirteen nonths residence in that country ; and of the voyage back to England ; in the years 1768 and 1769, manuscrit, Royal Society, 1770
- General observations made at Hudson's Bay, Londres, 1772
- The method of finding the longitude at sea : by time-keepers : to which are added, Tables of equations to equal altitudes (Comment trouver la longitude en mer, avec tables), Londres, 1794

### Liste d'ouvrages
On peut avoir dans Google livres une liste (brute) d'ouvrages de Wales.

### Honneurs
- William Wales devint membre de la Royal Society le 7 novembre 1776[2].
- L'astéroide (15045) Walesdymond a été nommé en l'honneur de Wales et de Dymond[3].
- Timbre des Nouvelles-Hébrides, 1974